# Jakob Werle
Jakob Werle (* 12. Oktober 1914 in Rohrbach; † 28. März 1993 in Birkenfeld) war ein deutscher Landwirt und Politiker (CDU).

## Leben
Werle besuchte die Volksschule Rohrbach und die Landwirtschaftsschule Baumholder. 1936 übernahm er den elterlichen Landwirtschaftsbetrieb und war selbstständiger Landwirt.
1932 wurde er Führer katholischer Jugendverbände und stellvertretender Präses der Kolpingfamilie in Rückweiler. 1946 trat er der CDU bei. 1955 wurde er in den dritten Landtag Rheinland-Pfalz gewählt, dem er bis 1959 angehörte. Im Landtag war er Mitglied im Grenzlandausschuss und im Wirtschafts- und Wiederaufbauausschuss.